# Lars-Erik Liljelund
Lars-Erik Liljelund (* 11. března 1947) je švédský ekolog, akademik a státní úředník. V průběhu posledních tří desítek let zastával funkce ve vedení mnoha národních a mezinárodních úřadů, organizací, kongresů a think tanků. Od května 2014 je spolupracovníkem Stockholmského institutu pro životní prostředí. Působí také jako místopředseda The International Centre for Integrated Mountain Development (ICIMOD), organizace, jež se zabývá negativními dopady změny klimatu a globalizace na ekosystémy a životy obyvatel horských oblastí, zejména Himálají.
V letech 1999 až 2008 zastával pozici výkonného ředitele Švédské agentury pro ochranu přírody, poté byl generálním ředitelem Úřadu švédského premiéra pro otázky změny klimatu a strategie týkající se Baltského moře. Mezi lety 2010 a 2014 byl výkonným ředitelem Švédské nadace pro strategický výzkum životního prostředí MISTRA. Byl také předsedou Evropské agentury pro životní prostředí (2002–2007).
Svou doktorskou práci obhájil v roce 1977 v oboru ekologická botanika na Stockholmské univerzitě, kde začal následně pracovat jako učitel a výzkumný pracovník. V letech 1993–1997 působil na předsednických a místopředsednických pozicích v rámci orgánů vzniklých na základě Arctic Monitoring and Assessment Programme (AMAP). Nejprve v pracovní skupině Arctic Environmental Protection Strategy (AEPS), z níž se přesunul do předsednictva Arktické rady.
V letech 1994–1998 působil na švédském Ministerstvu životního prostředí jako stálý tajemník poradního sboru pro životní prostředí. Lars-Erik Liljelund je od roku 1998 členem švédské Královské akademie zemědělství a lesnictví (KSLA). Od roku 2007 do roku 2011 byl také členem Čínské rady pro mezinárodní spolupráci, životní prostředí a rozvoj.